# Parlamentswahl in Usbekistan 2004/05
Die Parlamentswahl in Usbekistan 2004/05 wurde am 26. Dezember 2004 mit einer Stichwahl am 9. Januar 2005 in der Republik Usbekistan abgehalten. Gewählt wurden die 120 Abgeordneten im gesetzgebenden Unterhaus im Zweikammersystem Usbekistans.

## Wahlsystem
Im Zuge eines Referendums im Jahr 2002 wurde die Struktur des Oliy Majlis, des usbekischen Parlaments, grundlegend verändert. Nachdem es zuvor in einem Einkammersystem aus 250 Abgeordneten bestanden hatte, wurde nach dem Referendum ein Zweikammersystem eingeführt. Neben dem gesetzgebenden Unterhaus mit 120 direkt gewählten Abgeordneten wurde der Senat mit 100 Abgeordneten eingerichtet. Die Abgeordneten im Unterhaus wurden alle fünf Jahre durch eine Mehrheitswahl gewählt, wobei in 120 Wahlbezirken jeweils ein Mandat vergeben wurde. Der siegreiche Kandidat musste in seinem Wahlbezirk 50 % der abgegebenen Stimmen auf sich vereinen. Gelang dies keinem der Kandidaten kam es am 9. Januar 2005 zu einer Stichwahl zwischen den beiden erfolgreichsten Kandidaten des ersten Wahlgangs.

## Parteien und Kandidaten
Bei der Parlamentswahl in Usbekistan 2004/05 traten fünf Parteien an, die allesamt als loyal gegenüber dem Präsidenten Islom Karimov eingestuft wurden.

Logo der Volksdemokratischen Partei

### Volksdemokratische Partei
Die Volksdemokratische Partei Usbekistans ist die Nachfolgepartei der Kommunistischen Partei in Usbekistan, erfuhr aber nach der Auflösung dieser einen tiefgreifenden Wandel in der politischen Ausrichtung. Die Partei unterstützt die in Usbekistan eingeleiteten Wirtschaftsreformen, setzt sich aber für den Schutz und die Interessen der sozial Schwachen im Land ein und fordert mehr Soziale Sicherheit für die Bewohner Usbekistans.

### Adolat
Adolat ist eine Partei sozialdemokratischer Ausrichtung. Sie kooperiert mit Gewerkschaften in Usbekistan und setzt sich für die Rechte der usbekischen Arbeiter ein.

### Milliy Tiklanish
Die Partei Milliy Tiklanish setzt sich für eine Stärkung nationaler Traditionen und Kultur ein. Gleichzeitig fordert sie eine stärkere Kooperation mit den Nachbarländern in Zentralasien mit der Vision eines großen Turkestan-Staates.

### Fidokorlar
Die Partei Fidokorlar vertritt vor allem die Interessen der neuen Elite Usbekistans und unterstützt die wirtschaftliche Öffnung Usbekistans und weitere Wirtschaftsreformen für die ehemalige Sowjetrepublik.

Logo der Liberaldemokratischen Partei

### Liberaldemokratische Partei
Die Liberaldemokratische Partei Usbekistans wurde erst 2003 gegründet, war vor der Wahl nach der Volksdemokratischen Partei aber bereits die mitgliederstärkste Partei des Landes. Die Entstehung der Partei wurde aktiv von Präsident Karimov gefördert, der die Partei als konservative mitte-rechts Partei aufbaute und schließlich als neue Regierungspartei etablierte. Inhaltlich steht die Partei für eine Marktwirtschaft mit einer starken Rechtsordnung.

### Oppositionsparteien
Die größeren Oppositionsparteien des Landes, Erk und Birlik, wurden von der Wahl ausgeschlossen. Erk wurde bereits 1992 verboten und rief bei einer Konferenz im Jahr 2003 zum Boykott der anstehenden Parlamentswahlen auf. Birlik bemühte sich um eine Registrierung für die Parlamentswahl, mehrere Anträge der Partei wurden von den Wahlbehörden auf Grund formaler Fehler allerdings abgelehnt, sodass auch die oppositionelle Birlik nicht bei der Wahl antreten konnte.

### Kandidaten der Parteien
Für die Wahl war eine Frauenquote von 30 % für die Kandidaten der Parteien vorgeschrieben. Diese festgeschriebene Quote überschritten sämtliche Parteien nur geringfügig.
| Partei                      | nominierte Kandidaten | Frauenanteil |
| --------------------------- | --------------------- | ------------ |
| Volksdemokratische Partei   | 108                   | 30,5 %       |
| Adolat                      | 71                    | 36,1 %       |
| Milliy Tiklanish            | 58                    | 32,8 %       |
| Fidokorlar                  | 84                    | 32,6 %       |
| Liberaldemokratische Partei | 114                   | 32,7 %       |

Hinsichtlich der Anzahl der nominierten Kandidaten gelang es nur der Volksdemokratischen Partei und der Liberaldemokratischen Partei in nahezu allen der 120 Wahlbezirke einen Kandidaten zu stellen. Die Nominierung unabhängiger Kandidaten war offiziell möglich, erforderte aber eine hohe Zahl von Unterschriften und einen großen formalen Aufwand, der durch die ablehnenden Haltung der regierungstreuen Behörden noch verstärkt wurde. Auf Grund dieser Einschränkungen spielten unabhängige Kandidaten kaum eine Rolle bei der Wahl.

## Wahlkampf
Ein wirklicher Wahlkampf wurde einerseits durch den Ausschluss der Opposition von der Wahl und andererseits durch das restriktive Wahlrecht, das Freiluftveranstaltungen im Rahmen des Wahlkampfs gänzlich verbot und sonstige Wahlkampfveranstaltungen nur nach ausdrücklicher Genehmigung der Wahlbehörden zuließ, unmöglich gemacht. Bei von den Behörden organisierten Veranstaltungen konnten sich die Kandidaten den Wählern vorstellen. Des Weiteren wurden den Kandidaten standardisierte Wahlplakate zur Verfügung gestellt, die unter anderem ein Foto des Kandidaten und Informationen zu seinem Lebenslauf enthielten.

## Ergebnis
Nach dem zweiten Wahlgang am 9. Januar 2005 ergab sich folgendes Ergebnis:
| Partei                      | Mandate nach dem ersten Wahlgang | Mandate insgesamt |
| --------------------------- | -------------------------------- | ----------------- |
| Liberaldemokratische Partei | 21                               | 41                |
| Volksdemokratische Partei   | 18                               | 28                |
| Fidokorlar                  | 9                                | 18                |
| Milliy Tiklanish            | 6                                | 11                |
| Adolat                      | 2                                | 10                |
| Unabhängige                 | 6                                | 12                |
| gesamt                      | 62                               | 120               |

Die Wahlbeteiligung wurde im ersten Wahlgang mit 85,1 % angegeben. Auf Provinzebene war die Wahlbeteiligung in der Provinz Jizzax mit 88,6 % am höchsten und in der Provinz Navoiy mit 80,5 % am geringsten. Insgesamt wurden bei der Parlamentswahl 12.197.159 Stimmen abgegeben.

## Bewertung
Im Vorfeld der Wahl entsandte die Organisation für Sicherheit und Zusammenarbeit in Europa (OSZE) eine Mission zur Bedarfsermittlung. Diese stellte minimale Verbesserungen im Vergleich zu vorangegangenen Wahlen in Usbekistan fest, betonte aber gleichermaßen, dass die Wahl den Standards der OSZE für demokratische Wahlen bei weitem nicht entsprach. Hauptgrund dafür waren die Unterdrückung der Oppositionsparteien und die Behinderung unabhängiger Kandidaten, die einen offenen politischen Wettbewerb unmöglich machten. Auf Empfehlung der Mission zur Bedarfsermittlung wurde eine verkleinerte Beobachtungsmission anlässlich des ersten Wahlgangs der Parlamentswahl entsandt. Auch diese Beobachtungsmission übte Kritik am Ausschluss der Opposition und sah Verbesserungsbedarf bei dem Umgang mit Journalisten und Oppositionellem. Zudem wurde eine Verbesserung des Ablaufs der Wahl und mehr Transparenz seitens der Wahlbehörden gefordert, da es bei der Parlamentswahl zu zahlreichen Unregelmäßigkeiten gekommen war.